# Canicule en France
La canicule en France est un aléa naturel de type vague de chaleur, correspondant à des températures anormalement élevées observées pendant plusieurs jours consécutifs sur le territoire national français, qui a des impacts sur la santé humaine mais aussi sur la flore (naturelle ou cultivée) et la faune (sauvage ou d'élevage).
Il existe quatre types de vagues de chaleur : pic de chaleur, épisode persistant de chaleur, canicule et canicule extrême. La canicule est décrétée par département lorsque les indices biométéorologiques (IBM) atteignent ou dépassent ou sont susceptibles de dépasser les seuils départementaux pendant trois jours et trois nuits consécutifs et que l'événement est susceptible de constituer un risque sanitaire notamment pour les populations fragiles ou surexposées.
Classé dans la catégorie des risques sanitaires majeurs mais aussi des risques naturels majeurs, le risque de canicule fait l'objet depuis 2003 d'un suivi continu, d'un cadre réglementaire de prévention et d'une information de la population. En effet, la canicule de 2003 a révélé comment les conséquences d'une vague de chaleur résultent de l'imbrication de causes naturelles et de facteurs sociopolitiques. Alors que les conséquences sanitaires d'une vague de chaleur étaient connues et décrites dans la littérature scientifique avant 2003, peu de mesures préventives étaient prévues, et l'impact des épisodes précédents sur la mortalité (par exemple 1976) était passé inaperçu. Jusqu'en 2003, les vagues de chaleur constituaient un risque sanitaire largement sous-estimé dans le contexte français, ce qui explique en partie le nombre élevé de décès. 
Depuis la vague de chaleur de 2003, la France active donc chaque été un Plan national canicule s'appuyant sur un système d’alerte canicule en santé (Sacs) et un suivi d’indicateurs sanitaires en temps réel. Ce système a été conçu pour prévenir et réduire la mortalité et la morbidité pendant les vagues de chaleur. L'information de la population est faite via différents vecteurs.

## Définition et typologie des canicules

### Définition
Les vagues de chaleur correspondent à des températures anormalement élevées, observées pendant plusieurs jours consécutifs. Mais il n’existe pas de définition universelle du phénomène : les niveaux de température et la durée de l’épisode qui permettent de caractériser une vague de chaleur varient selon les régions du monde et les domaines considérés (caractérisation d’un point de vue climatologique, activité de recherche, dispositif de vigilance météorologique).

### Typologie
Le terme « vagues de chaleur » recouvre en France les situations suivantes, différenciées selon la durée de l'événement et son intensité qualifiée par l'indice biométéorologique (IBM) :
| Type                          | Définition | Vigilance météorologique associée |
| ----------------------------- | --- | --------------------------------- |
| Pic de chaleur                | Chaleur intense de courte durée (un ou deux jours) présentant un risque sanitaire, pour les populations fragiles ou surexposées, notamment du fait de leurs conditions de travail et de leur activité physique.                                                                                                | jaune                             |
| Épisode persistant de chaleur | Températures élevées (IBM proches ou en dessous des seuils départementaux) qui perdurent dans le temps (supérieur à trois jours) ; ces situations constituant un risque sanitaire pour les populations fragiles ou surexposées, notamment du fait de leurs conditions de travail et de leur activité physique. | jaune                             |
| Canicule                      | Période de chaleur intense pour laquelle les IBM atteignent ou dépassent les seuils départementaux pendant trois jours et trois nuits consécutifs et susceptible de constituer un risque sanitaire notamment pour les populations fragiles ou surexposées.                                                     | orange                            |
| Canicule extrême              | Canicule exceptionnelle par sa durée, son intensité, son étendue géographique, à forts impacts non seulement sanitaires mais aussi sociétaux. | rouge                             |

## Système d’alerte canicule et santé (SACS)
Le Système d’alerte canicule et santé (SACS) en France est un dispositif national mis en place après la canicule meurtrière de 2003. Il vise à anticiper, surveiller et limiter les impacts sanitaires des vagues de chaleur sur la population. Voici une présentation complète de son fonctionnement. Il comprend trois volets : surveillance météorologique (Météo-France), surveillance sanitaire (Santé publique France) et prévention et communication.

### Surveillance météorologique (Météo-France)
Le volet météorologique permet d’anticiper les situations à risque et repose sur un indicateur double correspondant aux moyennes glissantes sur trois jours des températures minimales et maximales, associées à des seuils d’alertes départementaux. Ces seuils ont été définis à partir d’analyses rétrospectives de la relation entre température et mortalité dans quatorze villes entre 1970 et 2003, et correspondaient à un doublement de la mortalité. 

#### Indicateurs biométéorologiques (IBM)
En 2004, différents indicateurs météorologiques ont été testés par l'Institut national de veille sanitaire (remplacée en 2016 par l'Agence nationale de santé publique) et Météo-France dans quatorze villes pilotes (Bordeaux, Dijon, Grenoble, Le Havre, Lille, Limoges, Lyon, Marseille, Nantes, Nice, Paris, Strasbourg, Toulouse et Tours), à partir des données rétrospectives de 1973 à 2003, afin de définir l'indicateur et les seuils les plus appropriés. Les indicateurs envisagés étaient la température minimale (Tmin), maximale (Tmax), moyenne (Tmoy), température du point de rosée, humidité relative, écart à la normale saisonnière des températures moyennes, indice thermo-hygrométrique couplant température et humidité relative moyennes, et un indicateur mixte combinant températures minimales et maximales (Tmin ET Tmax). Ces indicateurs ont été étudiés au pas de temps journalier pour  différents seuils météorologiques et en relation avec différents pourcentages de surmortalité (10, 20, 50 et 100 %). Le but était de déterminer le meilleur indicateur pour détecter une surmortalité. Ensuite, le système a été étendu à tous les départements métropolitains, en utilisant les centiles 98 de la distribution de l'indicateur biométéorologique choisi, au niveau de la principale station météorologique de chaque département et pour la période de juin à août 1973-2003.
Les indicateurs biométéorologiques (IBM) retenus sont les moyennes sur trois jours consécutifs des températures minimales (IBM min) et maximales (IBM max) comme étant les plus pertinents pour identifier une canicule. Les formules sont les suivantes :

{\displaystyle IBM_{min}={\frac {IBM_{min_{j}}+IBM_{min_{j+1}}+IBM_{min_{j+2}}}{3}}}
{\displaystyle IBM_{max}={\frac {IBM_{max_{j}}+IBM_{max_{j+1}}+IBM_{max_{j+2}}}{3}}}
Des seuils d’alerte départementaux ont été définis pour ces deux indicateurs. Quelques exemples d'IBM par département :
| Région                     | Département             | Station de référence    | Seuil IBM inférieur | Seuil IBM supérieur |
| -------------------------- | ----------------------- | ----------------------- | ------------------- | ------------------- |
| Provence-Alpes-Côte-d'Azur | Alpes-de-Haute-Provence | Saint-Auban-sur-Durance | 19 °C               | 36 °C               |
| Provence-Alpes-Côte-d'Azur | Hautes-Alpes            | Gap                     | 18 °C               | 34 °C               |
| Provence-Alpes-Côte-d'Azur | Alpes-Maritimes         | Nice                    | 24 °C               | 31 °C               |
| Provence-Alpes-Côte-d'Azur | Bouches-du-Rhône        | Marignane               | 24 °C               | 35 °C               |
| Provence-Alpes-Côte-d'Azur | Var                     | Toulon                  | 23 °C               | 35 °C               |
| Provence-Alpes-Côte-d'Azur | Vaucluse                | Avignon                 | 21 °C               | 36 °C               |

Une probabilité élevée d’atteinte ou de dépassement simultané des seuils par les IBM min et max pour un département donné constitue le critère de base de prévision d’une canicule. Cette information est complétée par l'analyse d'indicateurs plus qualitatifs (intensité et durée de la vague de chaleur, humidité de l'air) et de l'expertise de Météo-France. La vigilance orange canicule n'est par exemple activée dans le Loiret que si les températures, le jour, dépassent les 34°C pendant au moins trois jours et que la nuit, les températures ne descendent pas sous 19°C, pendant au moins trois nuits.
Créés en 2004, certains seuils ont été révisés en 2009 pour tenir compte de retours d’expérience : « A Marseille, par exemple les seuils ont été réévalués vers des valeurs plus élevées (22-34 °C vs 24-35 °C), compte tenu du nombre important d’alertes générées entre 2004 et 2009, du faible impact visible sur les données sanitaires, et de l’hypothèse que la ville est mieux adaptée à la chaleur ». Les deux indicateurs à partir desquels la vigilance orange canicule est déclenchée par Météo-France pour chacun des départements de France métropolitaine sont présentés dans les cartes suivantes.

Seuils de déclenchement de la vigilance orange canicule par Météo-France
IBM min - Seuil en dessous duquel les températures ne descendent pas pendant trois nuits.
IBM max - Seuil en dessous duquel les températures ne descendent pas pendant trois jours.

#### Niveaux de vigilance

Vigilance météorologique de Météo France pour les journées des 27 et 28 juin 2019.

La vigilance météorologique de Météo-France est une procédure nationale d'information de la population, des pouvoirs publics, des services de la sécurité civile et des autorités sanitaires en cas de phénomènes météorologiques dangereux prévus par Météo-France. Elle attire l'attention de tous sur les dangers potentiels au niveau départemental d'une situation météorologique particulière et informe des conséquences possibles et des précautions spécifiques pour s'en protéger au mieux. Conçue en 2001 pour cinq phénomènes, la Vigilance couvre aujourd’hui neuf phénomènes : vent,  vagues-submersion (depuis 2011),  pluie-inondation, crues (relais depuis 2020 de l’information produite par le réseau Vigicrues), orages, neige-verglas, avalanches, canicule et grand froid (depuis 2004),.
Pour la canicule, la surveillance par Météo-France des indicateurs biométéorologiques et leur comparaison avec les seuils pour chaque département permet de déclencher les différents niveaux de vigilance. L’expertise des prévisionnistes permet d’ajuster le critère de stricte atteinte des seuils d’alerte en intégrant les incertitudes sur les prévisions de températures selon le contexte météorologique.
Dès le niveau jaune, un commentaire national accompagne la carte de vigilance. Le pictogramme correspondant à la canicule apparaît sur la carte dès le niveau orange. À ce niveau, Météo-France établit un bulletin de suivi régulier qui précise, en particulier, l’évolution du phénomène en termes de localisation géographique, de chronologie et d'intensité.
| Vigilance météo     | Vigilance météo                                 | Plan national canicule           | Plan national canicule |
| Niveau de vigilance | Type de vague de chaleur                        | Niveaux                          | Mesures du plan |
| ------------------- | ----------------------------------------------- | -------------------------------- | --- |
| Verte               |                                                 | Niveau 1 -Veille saisonnière     | |
| jaune               | pic de chaleur ou épisode persistant de chaleur | Niveau 2 -Avertissement chaleur  | Les Directions interrégionales de Météo-France transmettent alors à l’ARS de zone et au Centre Opérationnel de Zone (COZ) un bulletin spécial pour le paramètre canicule.                                                                                   |
| orange              | canicule                                        | Niveau 3 - Alerte canicule       | La décision d’activer les mesures du Plan départemental de canicule est de l’initiative du préfet de département avec l’appui de l’agence régionale de santé (ARS).                                                                                         |
| rouge               | canicule extrême                                | Niveau 4 - Mobilisation maximale | La crise devient intersectorielle et nécessite une mobilisation maximale et une coordination de la réponse de l’État. Le Premier ministre peut « confier la conduite opérationnelle de la crise à un ministre », qui active une cellule interministérielle. |

### Surveillance sanitaire (Santé publique France - SurSaUD)
Le Système de surveillance sanitaire des urgences et des décès (SurSaUD) fournit chaque jour des indications sur le recours aux soins d’urgences pour des pathologies directement liées à la chaleur (hyperthermies, déshydratations, hyponatrémies — déséquilibre du sodium dans le sang, souvent lié à une consommation excessive d’eau sans apport suffisant en sels minéraux, regroupés au sein d'un indicateur iCanicule. Il permet aux différents acteurs de Santé publique France de suivre en temps quasi réel l’évolution du recours aux soins d’urgence. Il s'appuie sur quatre sources de données :
- les données des services d’urgence hospitaliers adhérant au réseau OSCOUR (organisation de la surveillance coordonnée des urgences) ;
- les données des associations SOS Médecins membres de la Fédération SOS Médecins France ;
- les données de mortalité des services d’état-civil des communes transmettant de façon dématérialisée à l’Insee ;
- les données de certification électronique des décès.

#### Réseau Oscour
Le réseau OSCOUR (pour Organisation de la surveillance coordonnée des urgences) est un système national de surveillance syndromique des passages aux urgences en France, créé après la canicule meurtrière de 2003. S'appuyant en 2004 sur 23 services d’urgences, il concerne depuis 2013 tous les services d'urgence qui doivent transmettre quotiennement les données du résumé de passage aux urgences (RPU) à Santé publique France.

#### Réseau SOS Médecins
Les associations SOS Médecins adhérant à la fédération SOS Médecins France sont implantées dans 48 des 97 départements métropolitains et couvrent l’ensemble des régions métropolitaines (où elles sont plutôt implantées dans les zones urbaines) ainsi que la Martinique. La quasi-totalité de ces associations transmet de manière automatisée quotidiennement à Santé publique France les données individuelles et anonymisées relatives aux actes médicaux réalisés.

#### Surveillance de la mortalité
Les bureaux d'état civil des communes transmettent chaque jour les données de mortalité à l'Insee, qui lui-même adresse à Santé publique France l’ensemble des données nationales après cryptage. Cette surveillance a débuté en 2004 avec les 147 plus importantes communes françaises informatisées, enregistrant un tiers de la mortalité nationale, puis a été élargie en 2005 à 1 042 communes (métropole et outre-mer), enregistrant alors 2/3 de la mortalité, soit environ 1 000 décès par jour. En 2024, 16 000 communes participent au dispositif.

#### Certification électronique des décès
Le certificat de décès est le document officiel rempli par le professionnel de santé (médecin ou 
infirmier) qui constate le décès d’une personne. La certification électronique a été initiée en France en 2007. Depuis le 1er juin 2022, la certification électronique est obligatoire pour tout décès ayant lieu en établissement de santé public ou privé et médico-social, an application du décret no 2022-284 du 28 février 2022.

### Plan national canicule
Le Plan national canicule (PNC) est mis en place à compter du 1er juin de chaque année et est actif jusqu'au 31 août de la même année. Pour toute situation météorologique qui le justifie, le PNC est activé en dehors de ces périodes. De manière synthétique, les actions à chaque niveau d'alerte du plan sont les suivantes.

## Gestion du risque

### Cadre législatif et réglementaire

#### Loi du30 juin 2004relative à la solidarité pour l’autonomie des personnes âgées et handicapées
La canicule de 2003 qui a causé une surmortalité d’environ 15 000 décès a mis en évidence l'insuffisante préparation du pays aux conséquences d'événements exceptionnels tels la canicule et la dispersion, voire le morcellement, des responsabilités publiques, exercées à la fois par l'État, les départements, les communes ou les caisses de sécurité sociale et ne relevant en réalité clairement d'aucun acteur identifié. Dès le 6 novembre 2003, le Premier ministre annonçait les grandes lignes d'une réforme majeure visant à créer « une nouvelle branche de la protection sociale » concernant la perte d'autonomie dont la loi du 30 juin 2004 constitue l'étape fondatrice.
Cette loi crée dans son titre I un plan d'alerte et d'urgence, préparé au niveau national et décliné par les détenteurs de l'autorité dans le département (président du conseil départemental et préfet), dont le déclenchement et la mise en œuvre relèvent du préfet de département, assurant ainsi une réelle coordination des différents acteurs. Dans son titre II, elle institue une journée de solidarité. Il s'agit d'une journée de travail supplémentaire ne donnant pas lieu pour les salariés de droit privé et les agents des trois fonctions publiques à une rémunération supplémentaire. Dans son titre III, elle crée une Caisse nationale de solidarité pour l'autonomie.

#### Décretno2004-926du1erseptembre 2004: registre nominatif des personnes vulnérables
Le décret no 2004-926 du 1er septembre 2004 fixe les modalités de mise en œuvre du plan d’alerte et d’urgence départemental en cas de risques exceptionnels, notamment climatiques (comme les canicules), pour les personnes âgées et handicapées en créant un registre nominatif des personnes vulnérables vivant à domicile, géré par les communes. L’inscription est facultative et repose sur une démarche volontaire. Les catégories de personnes concernées sont les personnes âgées de 65 ans et plus, les adultes handicapés bénéficiant d’aides spécifiques, les personnes reconnues comme vulnérables par les services sociaux,. Ce registre nominatif sert en cas de crise sanitaire, quelle que soit sa nature, comme le plan grand froid, le plan canicule, une épidémie (Covid-19 ou autre).
L'utilisation des données est encadrée. Les informations recueillies sont utilisées exclusivement pour déclencher et coordonner les actions du plan d’urgence. Le maire doit informer les habitants sur le registre et ses objectifs et assurer la confidentialité des données et leur transmission aux services compétents en cas de crise,.
Ce décret a été abrogé par le décret no 2005-1135 du 7 septembre 2005 qui codifie certaines dispositions relatives à l'action sociale et médico-sociale, notamment en intégrant les modalités du registre nominatif dans le Code de l'action sociale et des familles, tout en simplifiant et consolidant le cadre réglementaire. Les rôles des services sociaux départementaux et des communes sont précisés pour mieux coordonner les actions en cas de crise (canicule, isolement, etc.)

#### Décretno2025-482du27 mai 2025: mesures de prévention obligatoires contre les risques liés à la chaleur
Le décret du 27 mai 2025 énumère une liste de mesures que l'employeur doit prendre afin de lutter contre les épisodes de chaleur intense : utilisation de procédés de travail ne nécessitant pas d'exposition à la chaleur (ou nécessitant une exposition moindre), modification de l'aménagement et de l'agencement des lieux et postes de travail, adaptation de l'organisation du travail pour limiter la durée et l'intensité de l'exposition, mise en œuvre de moyens techniques pour réduire le rayonnement solaire, etc..

#### Instructions interministérielles annuelles depuis 2021
À la suite de la première activation du niveau de vigilance rouge en 2019 et dans la perspective de changements climatiques, il est apparu nécessaire de réviser le dispositif de prévention dans une instruction interministérielle relative à la gestion sanitaire des vagues de chaleur en France métropolitaine publiée annuellement depuis 2021.

### Gouvernance
La gouvernance du plan canicule permet une réactivité graduée selon les niveaux de vigilance Météo-France (vert, jaune, orange, rouge), avec des responsabilités bien définies à chaque échelon,,.

#### Au niveau national
- Le ministère de la Santé et de la Prévention pilote le Plan National Canicule (PNC), définit les orientations stratégiques et active les niveaux d’alerte en lien avec Météo-France.
- La direction générale de la Santé (DGS) coordonne les actions sanitaires, diffuse les recommandations officielles et supervise la plateforme téléphonique Canicule Info Service.
- Le comité interministériel canicule réunit plusieurs ministères (Intérieur, Écologie, Travail…) pour gérer les impacts multisectoriels (santé, transports, éducation, etc.)

#### Au niveau régional
- Les agences régionales de santé (ARS) adaptent les directives nationales aux spécificités locales, coordonnent les établissements de santé et les acteurs médico-sociaux.
- Les préfectures de région assurent la liaison entre les services de l’État et les collectivités territoriales, notamment en cas de mobilisation maximale.

#### Aux niveaux départemental et communal
- Les préfectures de département activent les plans ORSEC spécifiques en cas de canicule sévère, en lien avec les services de secours : service départemental d'incendie et de secours (SDIS), service d'aide médicale urgente (SAMU).
- Les communes gèrent les registres des personnes vulnérables, ouvrent des lieux frais accessibles au public et mettent en œuvre des actions de proximité via les centres communaux d'action sociale (CCAS).
- Les autres acteurs sont : les établissements publics de coopération intercommunale, les établissements sanitaires, sociaux et médicosociaux, les organismes de protection sociale, les services d’aide à domicile et d’aide à la personne, les associations agréées de sécurité civile, les opérateurs funéraires, les organisateurs d’événements et de manifestations, les gestionnaires d’infrastructures de transports et d’énergie, les personnes responsables de la production et de la distribution d’eau potable et les opérateurs de transports et les autorités organisatrices des mobilités.

## Vagues de chaleur et canicules historiques

### Vagues de chaleurs antérieures à 1976
Le professeur Emmanuel Le Roy Ladurie, auditionné dans le cadre de la mission d'information consécutive à la canicule de 2003, a fait une synthèse des grandes vagues de chaleur dans l'histoire climatique française. Il a estimé que les étés les plus chauds du Moyen Âge étaient semblables à ceux de la première moitié du XXe siècle, mais que les températures du passé étaient sans doute moins élevées que celles enregistrées au cours des années 1990 et que 2003 constituait « une rupture dans l'histoire du climat en France. ».
Même si les outils météorologiques fiables n'existent que depuis 1863, les historiens peuvent se baser sur deux types de données pour mesurer l'évolution du climat : un indice — mis au point par un chercheur hollandais — permettant d'appréhender l'ampleur des « coups de chaleur », sur une échelle allant de 1 à 9 et l'étude des vendanges et des récoltes, dont les dates et les résultats constituent des critères pertinents pour estimer la chaleur et la pluviométrie.
L'histoire du climat en France depuis le Moyen Âge jusqu'en 1976 peut s'articuler entre plusieurs grandes périodes :
- le « petit âge glaciaire », qui a approximativement eu lieu entre le début du XIVe siècle et la fin du XIXe siècle, caractérisé par une série d'hivers longs et froids en Europe et en Amérique du Nord, et qui s'accompagne de variations climatiques et d'étés chauds[L 1] ;
- un recul des glaciers alpins à partir de 1850, qui constituerait un phénomène purement naturel ;
- une stabilisation des températures à partir de la seconde moitié du XXe siècle.

Les épisodes climatiques les plus significatifs sont les suivants :
| Siècle                    | Épisodes |
| ------------------------- | --- |
| XIIIe siècle              | Les étés sont chauds. |
| XIVe siècle               | Des « coups de chaleur » sont recensés, en particulier en 1326 (indice 9), de 1331 à 1334, en 1351, de 1383 à 1385 ; |
| XVe siècle                | Les étés sont également très chauds et les vendanges précoces entre 1417 et 1439 (la chaleur et la sécheresse en 1420 provoquent l'organisation anticipée des vendanges à partir du 29 août) ; |
| XVIe siècle               | Les années 1523 à 1525 sont caractérisées par la sécheresse, avant la poussée glaciaire de la période 1560-1600 ; |
| XVIIe et XVIIIe siècles   | Des fortes chaleurs sont recensées en 1636, 1639, 1705, 1706, 1719, 1779... Lors de l'été 1636, les témoins rapportent « un effroyable harassement de chaleur » pendant plusieurs semaines à Paris. La mortalité devient alors fréquemment catastrophique en raison de la dysenterie résultant de la baisse et de la contamination des cours d'eau : 500 000 morts lors de l'été 1636 ou de l'été 1705, 700 000 lors des canicules estivales de 1718-1719. Enfin, l'enchaînement de pluies abondantes à l'automne 1787, de grêle au printemps 1788, d'un été 1788 caniculaire puis d'un hiver rigoureux — entraînant de mauvaises récoltes et une hausse des prix agricoles — débouche sur le contexte climatique révolutionnaire de 1789 ; |
| XIXe siècle et XXe siècle | Les années 1857 à 1859 et 1861 à 1863 sont caractérisées par de très beaux étés, de même que les années 1904 à 1906. L'année 1947 voit se conjuguer sécheresse (de début avril à fin octobre dans la moitié nord et le centre, et jusqu'à mi-août dans les régions méridionales) et chaleur (de fin mai à mi-septembre). Les températures moyennes mensuelles, d'avril à octobre, sont très supérieures à la normale (+ 2 degrés en mai et juillet, + 3 degrés minimum en août et septembre). |

### Vagues de chaleurs de 1976 à 2003
Trois vagues de chaleur sont recensées entre 1976 et 2003.
L'été 1976 reste dans la mémoire collective comme celui de la sécheresse ayant occasionné les pires dommages agricoles et conduit à la création de « l'impôt sécheresse », mais il s'agit avant tout d'une très importante canicule où une vingtaine de départements voient leur taux de mortalité s'élever de plus de 10 % au-dessus des normes saisonnières, soit 6 000 décès surnuméraires passés à l'époque inaperçus. Seules des études peu antérieures à 2003, menées par l'Institut national de la santé et de la recherche médicale (INSERM), ont révélé les conséquences sanitaires et humaines de cet épisode. 
Cette canicule comporte 14 jours avec une température maximale supérieure à 35 °C à Paris.
La canicule de juillet 1983 dans le sud-est de la France a été à l'origine d'une surmortalité de 300 décès dans la seule région de Marseille, imputable directement ou indirectement à la chaleur. Lors de la dernière semaine de juillet 1983, les températures minimales à Marseille n'ont pas baissé en dessous de 28 degrés, avec un air humide et des températures maximales comprises entre 35 et 41 degrés. Le thermomètre n'est pas descendu en dessous de 20 degrés pendant 20 jours. La surmortalité en juin et juillet 1983 sur l'ensemble de la France s'est élevée au total à 4 700 décès.
L'année 1994 a connu le deuxième été le plus chaud sur la période de 50 ans ayant précédé 2003.

## Canicules auXXIesiècle

### 2003
L'été 2003 est le plus chaud des 150 années antérieures à 2003, tant par les températures maximales que minimales enregistrées. La canicule s'installe à partir du 3 août. À compter du 4 août, un grand nombre des 180 stations météorologiques réparties sur l'ensemble du territoire national, enregistrent quotidiennement des écarts par rapport aux températures normales, supérieurs à 10 degrés et des maximales dépassant 35 degrés. Des records absolus de températures maximales sont battus, essentiellement du 4 au 13 août :
| 4 août  | 40,5 °C | Brive (Corrèze)                  |
| 7 août  | 38,5 °C | Guéret-Grancher (Creuse)         |
| 10 août | 39,6 °C | Toulouse-Blagnac (Haute-Garonne) |
| 11 août | 39,6 °C | Orly (Essonne)                   |
| 11 août | 41,9 °C | Carpentras (Vaucluse)            |
| 12 août | 42,6 °C | Orange (Vaucluse)                |
| 13 août | 40,2 °C | Auch (Gers)                      |
| 27 août | 38,2 °C | Albi (Tarn)                      |
| 28 août | 35,3 °C | Saint-Jean-en-Royans (Drôme)     |

De fortes températures nocturnes sont également enregistrées par Météo France du 4 au 14 août, avec des minima dépassant quelquefois la normale de plus de 10 degrés dans le nord de la France et des records battus plusieurs fois pour certaines stations. 
Cette canicule comporte 9 jours avec une température maximale supérieure à 35 °C à Paris.
En revanche, une grande partie du pourtour méditerranéen enregistre le plus souvent des températures proches des valeurs normales, bien que la température minimale la plus élevée de la période soit enregistrée dans les Alpes-Maritimes, à Menton, avec 30,3 degrés.

### 2017
474 décès et 8 000 passages aux urgences sont dénombrés en 2017 en lien avec les quatre vagues de chaleur enregistrées en France cette année-là.

### 2019

Vigilance météorologique de Météo France pour les journées du 24 et 25 juillet 2019.

78 départements sont mis en vigilance orange canicule par Météo-France le mercredi 26 juin à 16 h, record historique jusqu'alors, puis 4 en vigilance rouge canicule le 27 juin 2019 (Gard, Vaucluse, Hérault et Bouches-du-Rhône), une première dans l'histoire du dispositif de vigilance météorologique français. 76 autres départements sont par ailleurs placés en vigilance orange. Le bulletin de vigilance mentionne qu'un nouveau record mensuel national est établi, avec une température maximale relevée de 43,5 °C à Montclus (Gard).

Vigilance météorologique de Météo France pour les journées du 27 et 28 juin 2019

La session du brevet des collèges 2019, prévue initialement pour les 27 et 28 juin, est reportée aux 1er et 2 juillet à cause de la chaleur extrême. De plus, pour les élèves n'étant pas disponibles en début juillet à cause de raisons familiales, les conditions pour passer à la session de rattrapage de mi-septembre sont élargies.
Le 28 juin, le record national de température, tous mois confondus, est battu par Vérargues (Hérault) où le thermomètre atteint ce jour-là 46 °C, battant le record de 44,1 °C de Conqueyrac en août 2003. C'est la première fois en France métropolitaine qu'une température atteint les 45 °C. Météo-France confirme la validité de ce record en mentionnant qu'il provient d'une de ses stations conformes à toutes les normes de l'Organisation météorologique mondiale et concorde avec la station de Villevieille des environs qui dépasse aussi 45 °C.
Le même jour, la station de Montpellier-Fréjorgues, en relevant une température maximale de 43,5 °C, bat son record absolu de température maximale de 5,8 °C. Cet écart entre l'ancien et le nouveau record absolu est le deuxième plus grand écart jamais observé dans le monde pour des stations à longue série de mesure. Seul un écart supérieur, à 6,1 °C, a été observé à Steele dans le Dakota du Nord en juillet 1936, le record passant de 43,3 °C à 49,4 °C. La vague de chaleur dans le Sud-Est de la France se termine le 8 juillet.
Le 23 juillet 2019, 80 départements sont mis en vigilance orange canicule par Météo-France, un record historique, suivis de 20 départements qui sont mis en vigilance rouge canicule le 24 juillet.
Plusieurs centaines de records pour juillet sont battus : 
- le 23 juillet 2019,40,1 °C sont relevés à Rennes[50], et localement dans le Sud-Ouest avec jusqu'à 42,1 °C à Brive[51].
- le 24 juillet 2019 : des records de température, tous mois confondus, sont battus dans le Centre et le Nord-Est de la France[52].
- le 25 juillet 2019, la température à Paris atteint 42,6 °C[53] alors que la température record de la capitale était auparavant de 40,4 °C en juillet 1947[54]. De nombreux records de température sont également battus dans le Nord de la France[55], avec par exemple 41,5 °C à Lille, où le dernier record datait de juillet 2018 avec 37,5 °C, soit une hausse de 4 °C. C'est la journée la plus chaude à égalité avec le 5 août 2003[56].

Selon les calculs d'un groupe de scientifiques publiés le 2 août 2019, sans la part des effets des activités humaines sur le climat, cette canicule n'aurait pas été si intense ; les températures auraient été environ 1,5 à 3 °C moins élevées, selon les chercheurs du réseau World Weather Attribution, qui rappellent « La probabilité qu'un tel événement se produise a été multipliée par au moins dix » alors que pour la canicule de fin juin 2019, elle avait été selon le même calcul rendue « au moins cinq fois plus probable » que si l'humain n'avait pas altéré le climat[réf. nécessaire].
La canicule a engendré :
- un pic de consommation d'électricité (à cause de la climatisation) avec 59 715 MW consommés pour la journée de 25 juillet à 12 h 45. Chaque degré supérieur aux températures de saison est associé à une augmentation de 500 MW[58] ;
- « Le premier bilan de Santé publique France fait état de 1435 décès ... Cela représente une hausse de 9,1% par rapport au taux de mortalité normalement attendu à cette période[59] » ;
- des incendies, notamment dans les champs ;
- une pollution supplémentaire par les fumées d'incendies et envols de poussière ;
- des perturbations des transports ferroviaires (tout comme en Belgique, aux Pays-Bas, en Allemagne et au Royaume-Uni) ;
- une exacerbation du stress hydrique : 79 départements ont connu des restrictions d'eau…

### 2020
Si cet épisode de canicule fut d'intensité modérée pour le sud de la France, il fut hors normes dans le nord du pays où l'alerte rouge a été déclenchée par Météo France.
Au plus fort de l'épisode, plus des trois quarts de la France se sont retrouvés en alerte à la canicule. Cinquante-quatre départements français étaient placés en niveau orange, de Midi-Pyrénées jusqu'au nord-est. Fait plus impressionnant, les 15 départements de la Haute-Normandie, des Hauts-de-France et de l'Île-de-France ont été placés en vigilance de niveau rouge dès le vendredi 7 août et jusqu'au mardi 11 août. Cette vague de chaleur est un événement climatique d'ampleur exceptionnelle survenu en  août 2020. Ces épisodes de fortes chaleurs sont les plus étendus depuis le début des relevés. De nombreux records de température ont été enregistrés.
Un premier pic de chaleur a lieu les 30 et 31 juillet, la chaleur arrivant par le sud-ouest, et allant ensuite vers les régions de l'ouest et de l'est. Le 30 juillet, on relève notamment 41,9 °C à Socoa (nouveau record absolu de chaleur), 40,6 °C à Cazaux (record mensuel) et 38,3 °C à Royan (record mensuel). Le lendemain, on relève 41,3 °C à Vichy, 39,4 °C à Nevers et 37,9 °C à Boulogne-sur-Mer. La chaleur se décale ensuite vers le sud-est, et les températures finissent par retrouver des niveaux plus supportables.
Toutefois, ce répit n'est que temporaire car une nouvelle vague de chaleur plus longue arrive le 6 août. De nombreux records mensuels, voire absolus, de chaleur sont enregistrés le 7 août dans l'ouest de la France, il fait 41,9 °C à Bellis dans les Landes (record absolu), 39,8 °C à Cognac, 39,6 °C à Nantes et 33,4 °C à Cherbourg (records mensuels). La température baisse ensuite dans l'ouest mais la chaleur s'accentue dans le nord et l'est du territoire. Les 8 et 9 août sont les journées les plus chaudes dans le nord et l'est de la France. Le 8 août, le mercure atteint 37,1 °C à Lille (record mensuel). Notons également ce même jour une température minimale de 25,2 °C à Boulogne-sur-Mer et de 22,2 °C à Alençon (records absolus). Le lendemain, il fait 39,3 °C à Creil et 38,4 °C à Rouen (records mensuels). La température n'est pas descendue sous 23 °C à Lille (record mensuel) ou encore 21,4 °C à Beauvais (record absolu). Le 10 août, la canicule perd un peu en intensité mais reste encore assez intense. Il faut attendre le 13 août pour que la canicule s'en aille, avec l'arrivée de nombreux orages. Si à l'échelle nationale, cet épisode aura été moins long et moins intense que celui de 2003, il a été dans certains départements d'une intensité proche de celui de 2003, voire localement supérieure (à Lille par exemple, où la température moyenne sur sept jours a dépassé  de 1 °C la température moyenne la plus chaude enregistrée sur 7 jours en 2003). La première quinzaine de ce mois d'août est la  deuxième plus chaude jamais enregistrée (toutefois loin derrière 2003), et ce mois d'août est le troisième plus chaud jamais enregistré, avec une excédent de 2 °C par rapport à la normale 1981–2010, derrière 2003 (+4,2 °C), et 1997 (+2,1 °C). Il sera par la suite dépassé par le mois d’août 2022.

### 2022
En France, plus de 1 500 records de chaleur sont battus dans les territoires en 2022. 10 mois de l’année sont plus chauds que la normale (seuls janvier et avril font exception). En outre, juin 2022 détient le record de la vague de chaleur la plus précoce jamais enregistrée au niveau national. 93 départements ont été concernés par des restrictions d’eau et 75 ont été en situation de crise sécheresse.

### 2023
Le 18 juillet 2023, de nouveaux seuils historiques de températures sont atteints. Dans les Pyrénées-Orientales selon les données de Météo-France, le mercure a dépassé pour la première fois les 40 °C. La station météo de Serralongue située à 700 m d'altitude relève 40,4 °C, un plus haut historique, soit 3,4 °C de plus que le précédent record datant d'août 2012. À Tiranges, en Haute-Loire, à 603 m d'altitude, le mercure a affiché 40,6 °C battant le précédent record de 40,2 °C, qui datait de juillet 2015. À Castirla, en Haute-Corse, un pic de température de 42,3 °C est observé, effaçant le précédent record de 41,5 °C du 28 juillet 1983.
Quatre vigilances orange canicule sont émises par Météo France. Au pic de la première canicule, dix départements français sont placés en vigilance orange canicule. A posteriori, Santé publique France recense 80 décès de plus que la normale au cours des quelques jours de canicule qui ont frappé le pays début juillet. Au pic de la deuxième canicule, dix départements sont placés en vigilance orange canicule et pour le pic de la troisième canicule, trente-sept départements sont placés en vigilance orange canicule et dix-neuf départements en vigilance rouge canicule.
Des valeurs exceptionnelles sont relevées pour une fin août, plus de 10 °C au dessus des normales de saison. Le lundi 21 août, de nombreux record sont tombés : 42,7 °C à Lapalud 42,5 °C à Puy-Saint-Martin dans la Drôme, 42,4 °C à Vinsobres,. Le mardi 22 août, il fait encore plus chaud à Puy-Saint-Martin, où le mercure atteint 43,5 °C, battant le record de la veille, 42,7 °C à Orange (Vaucluse), battant le record du 12 août 2003 et 42,2 °C à Carpentras.
Le 23 août, plusieurs records de température sont battus dans le Sud Ouest depuis la Canicule européenne d'août 2003 : 42,4 °C à Toulouse, 43,2 °C à Carcassonne, 42,7 °C à Castelnaudary, 43,7 °C à Lagrasse, 42,3 °C à Albi et 42,1 °C à Montauban. D'autres valeurs exceptionnelles sont relevées dans le Sud-Est : 44,4 °C à Salindres dans le Gard (Valeur qui n'est pas encore validée par Météo-France, le record officiel  à ce jour pour le mois d'août 2023 est établi dans la commune de Villariès avec 43,7 °C), 44,2 °C à Siran dans l'Hérault, ou encore 43,6 °C à Grospierres en Ardèche,.
Le 24 août, plusieurs valeurs remarquables sont établies dans le Sud Ouest : 43,7 °C à Villariès et 42,9 °C à Ondes dans la Haute-Garonne, en Lot-et-Garonne : 43,2 °C à Xaintrailles, 42,8 °C à Aiguillon, 42,5 °C à Agen, établissant un record absolu de température, en Tarn-et-Garonne : 43,1 °C à Castelsarrasin et 42,6 °C à Montauban effaçant le record de la veille et dans le Gers : 42,6 °C à Auch dépassant le record depuis la canicule européenne d'août 2003. D'autres records sont établis le même jour : 41,4 °C à Lyon-Bron, 41,5 °C à Ambérieu-en-Bugey, 40,5 °C Chambéry-Aix.

### 2024
Si l'été 2024 est considéré comme le plus chaud jamais enregistré dans le monde avec des épisodes de canicule extrême notamment au Japon, et des inondations, sécheresses ou incendies, en France l’été (juin‑août) 2024 a été +0,7 °C au-dessus de la normale 1991–2020, et est le 3ᵉ été consécutif au‑dessus des moyennes saisonnières.
Deux vagues de chaleur ont été recensées :
- du 29 juillet au 2 août : très courte (5 jours), intense avec des records nocturnes historiques (21,1 °C la nuit du 30–31 juillet, la 4ᵉ nuit la plus chaude jamais mesurée)[80].
- du 6 au 13 août : plus longue, touchant quasiment tout le pays, à l’exception du Nord‑Ouest [81].

Le seuil des 40 °C a été dépassé en région méditerranéenne, en Gironde et dans les Landes. Dans les Alpes-Maritimes, à Nice, le mois d'août 2024 est ainsi le 2ᵉ mois d’août le plus chaud depuis 1959, avec des maximales atteignant 36,9 °C à Menton le 12 août et 59 nuits tropicales (≥ 20 °C) dont 54 consécutives. La température à la surface de la mer Méditerranée a atteint par endroits 30 °C, mi-août, la canicule marine ayant commencé mi-juillet.

### 2025
Une vague de chaleur qualifiée de précoce et longue a touché presque tout le territoire entre le 19 juin et début juillet 2025. Il s’agit de la 50e vague de chaleur recensée à l’échelle nationale depuis le début de l'indicateur thermique national en 1947. L’épisode de vigilance orange canicule a commencé le 20 juin et s’est étendu à partir du 29 juin à 86 départements dans toutes les régions de France métropolitaine. À compter du 1er juillet, seize départements ont été placés en vigilance rouge canicule. Le 30 juin a été la journée la plus chaude jamais enregistrée pour un mois de juin, avec une température moyenne nationale de 28,14 °C, dépassant le précédent record de 2019. Cette moyenne est montée à 28,72 °C le 1er juillet, soit plus de 7 °C au-dessus des normales saisonnières. Plusieurs villes ont connu un nombre record de jours de très fortes chaleurs (température maximale dépassant 35 °C) : 11 jours à Avignon (précédent record : 7 jours en 2022), 9 jours à Toulouse (5 en 2022), Carcassonne (4 en 2022), et Nîmes (4 en 2022),  8 jours à Perpignan (4 en 2022) et 4 jours à Colmar (3 en 2022).
Une seconde vague de chaleur, la 51e depuis 1947, se produit en août 2025 avec des températures dépassant 40 degrés pendant plusieurs jours sur plusieurs départements, bien qu'elle soit attendue pour être plus courte que la canicule de 2003 (2 au 17 août).

## Causes

### Lien avec le dérèglement climatique
En signalant les dangers « ici et maintenant » du changement climatique, l'analyse de la canicule de 2003 en France est recensée comme étant la première évocation de l'influence du changement climatique anthropique sur les canicules.

## Conséquences sur les personnes, l'environnement et l'économie

### Impacts sur la santé humaine
Dès que la température corporelle dépasse 37 °C, le corps met en action des mécanismes de régulation thermique pour s’adapter à la canicule :
- le corps se met à transpirer et la respiration s’accélère (la chaleur est alors éliminée via l’eau et la vapeur d’eau rejetées) ;
- les vaisseaux sanguins situés à la surface de la peau augmentent de diamètre (vasodilatation) pour refroidir le sang.

Ce processus vise à éviter l’apparition de problèmes de santé liés aux températures élevées. Afin qu’il puisse jouer pleinement son rôle :
- l’organisme doit être régulièrement hydraté, pour permettre la production de sueur ;
- l’air ambiant doit de préférence être brassé (par un ventilateur, par exemple), pour favoriser l’évaporation de la sueur présente sur la peau.

Les personnes les plus vulnérables aux fortes chaleurs sont les femmes enceintes et surtout les nourrissons fragiles en cas de fortes chaleurs, les personnes âgées de plus de 65 ans ou ayant perdu leur autonomie peu réactives face à la chaleur et les personnes présentant certaines maladies ou prenant certains médicaments. Certaines personnes sont plus vulnérables à la chaleur en raison de leurs conditions de vie : les personnes vivant en milieu urbain et/ou en logements mal isolés thermiquement, les professionnels travaillant à l’extérieur exposés à la chaleur et les sportifs, les personnes en situation de précarité, sans domicile ou en situation d'isolement.
En cas de forte chaleur, certaines maladies peuvent apparaître si le corps supporte mal les températures élevées : une dermite due à la chaleur, le gonflement des jambes et/ou plus rarement des avant-bras dû à un œdème, des crampes musculaires des bras et des jambes, mais aussi ceux de l'abdomen, une syncope parfois précédée de nausées, de vertiges ou de troubles de la vision, une insolation liée à une exposition directe de la tête au soleil. Dans les cas les plus graves peuvent apparaître un épuisement, résultant d'une perte excessive d’eau et de sels minéraux, une déshydratation, correspondant aussi à un manque d’eau et de sels minéraux dans l’organisme ou un coup de chaleur caractérisé, par des symptômes spécifiques, à savoir une température corporelle supérieure ou égale à 40 °C, des troubles de la conscience marqués (perte de connaissance, convulsions fréquentes, délire voire coma) et une chute importante de la tension artérielle.
En cas de non prise en charge ou de prise en charge trop tardive, le décès peut survenir. Dans le rapport parlementaire faisant suite à la canicule exceptionnelle de 2003, l'Institut national de veille sanitaire (InVS), remplacé en 2016 par l’Agence nationale de santé publique, rappelle que « l'élévation de la chaleur peut être la cause initiale d'un décès par débordement des défenses naturelles du sujet, incapable de préserver son homéothermie », avec ou sans atteinte du système nerveux central. Le même document rappelle une définition (américaine) du décès par coup de chaleur : température au décès au moins égale à 40,6 °C ; exposition préalable à une forte chaleur du fait des conditions climatiques ; exclusion, par une vérification raisonnable, des autres causes possibles d'hyperthermie.
Le rapport présenté au sénat en février 2004 consécutif à la canicule de 2003 fait état d'un bilan de 14 802 victimes, qui ne constitue qu'une première estimation du nombre des victimes sur la période comprise entre le 1er et le 20 août 2003. Les dispositions prises consécutivement à cet événement dramatique ont permis de réduire considérablement le nombre de victimes. La mortalité en excès pour les vagues de chaleur des années 2015-2021 — sur les périodes et les départements concernés par au moins un jour de dépassement des seuils (données extrapolées) — est estimée par l'Agence nationale de santé publique comme suit :
| Année | Estimation moyenne | [minimale - maximale] |
| ----- | ------------------ | --------------------- |
| 2015  | 1 739              | [1 620 - 1 832]       |
| 2016  | 378                | [327 - 441]           |
| 2017  | 474                | [286 - 698]           |
| 2018  | 1 641              | [1 071 - 2 164]       |
| 2019  | 1 462              | [548 - 2 221]         |
| 2020  | 1 924              | [1 484 - 2 387]       |
| 2021  | 239                | [199 - 296]           |
| 2022  | 2 816              |                       |

### Conséquences environnementales

#### Impacts sur les forêts: dépérissement et incendies
Les canicules ont un effet aggravant, mais ne sont pas responsables à elles seules du nombre d’incendies ou des surfaces parcourues. Le développement d’incendies de forêts requiert en effet la combinaison de températures élevées, de vents forts et d’une végétation en stress hydrique.
La sécheresse, couplée à des températures anormalement élevées sur une période longue, a ainsi de fortes conséquences sur les arbres forestiers. Dans un premier temps, des mortalités sont observées au niveau des plantations et des jaunissements, des rougissements et des pertes de feuilles se manifestent rapidement dans certains peuplements. La sécheresse exceptionnelle de 2018 illustre parfaitement cette problématique où les dommages sont essentiellement marqués dans les régions Bourgogne-Franche Comté et Grand-Est, avec en outre une multiplication d'attaques d'insectes ravageurs sur les épicéas (scolytes), les pins (décollements d’écorces et mortalités d’arbres, dans le Nord, en Seine-et-Marne, Essonne et Indre), les sapins (insectes cambiophages en particulier dans les Vosges, le Jura et le Massif Central, mais également dans les Alpes et les Pyrénées).
La végétation ainsi fragilisée est particulièrement sensible au feu. En 2019, 15 000 hectares de forêt ont été détruits par les flammes. Les activités humaines sont le plus souvent la cause de ces incendies : 9 feux sur 10 sont d’origine humaine.

### Conséquences économiques

#### Surconsommation électrique
La surconsommation électrique due à l’usage intensif des climatiseurs peut entraîner un déséquilibre brutal de l’offre et de la demande, déséquilibre pouvant entraîner des perturbations sur le réseau de distribution.

#### Ressources énergétiques
Pour leur fonctionnement, les centrales nucléaires prélèvent de l’eau dans les rivières, les fleuves ou la mer. Selon la localisation du réacteur, l’eau peut ensuite être rejetée là où elle a été prélevée, à une température légèrement plus élevée. Ces rejets sont surveillés et encadrés afin de limiter les apports de chaleur dans les cours d’eau, pour protéger la faune et la flore. Cela peut conduire EDF à limiter ponctuellement le fonctionnement de certains réacteurs en cas de forte chaleur et d'eau déjà à une température élevée.
Dans la première famille de réacteurs, dits ouverts, l'eau utilisée pour refroidir le circuit secondaire est rejetée directement dans le milieu après utilisation. La plupart des réacteurs nucléaires français de cette famille sont situés en bord de mer, à l'exception des réacteurs des centrales nucléaires de Saint-Alban de Tricastin et de deux réacteurs de la centrale nucléaire du Bugey. Ce fonctionnement implique une consommation d'eau relativement importante de 50 m3 par seconde (m3/s) et le rejet d'une eau plus chaude que celle prélevée. Deux critères doivent être respectés : une limite d'échauffement et une limite de température aval après mélange. Tricastin, par exemple, ne peut dépasser un échauffement moyen de 5,5 °C en valeur journalière, avec une valeur limite de 6 °C (à tout instant, et non plus en moyenne). Quant à la température du Rhône calculée à l'aval du site, elle ne doit pas dépasser 27,8 °C en valeur journalière, avec une limite à 28 °C.
Pour les 30 autres réacteurs, avec une tour aéroréfrigérante, implantés au bord d'un cours d'eau, leurs prélèvements s'élèvent à environ 2 m3/s et la température des rejets est beaucoup plus proche de celle du fleuve. Dans ce cas, environ 40 % de l'eau prélevée sont évaporés et ne sont pas rendus au milieu. Ces réacteurs consomment environ 2,5 m3 par mégawatt-heure produit, soit 2 250 m3 par heure pour un réacteur de 900 mégawatts fonctionnant à plein régime. Les critères réglementaires à respecter sont ici des valeurs moyennes calculées de réchauffement (comprise entre 0,09 et 0,15 °C pour Belleville, Dampierre et Chinon, les trois centrales sur la Loire) et une valeur limite (fixée à 1 °C pour ces sites),.
Depuis 2014, il est toutefois possible de déroger au cadre général en cas de forte demande d'électricité ou de tension sur la production. Le dispositif a été activé une fois en 2018 à Golfech, pendant trente-six heures, et plusieurs fois en 2022 pour les centrales de Bugey, Blayais, Golfech, Saint-Alban et Tricastin,.
Des baisses de production pour ces raisons interviennent régulièrement en période estivale, représentant entre 2000 et 2022 en moyenne 0,3 % de la production annuelle du parc.